# リピエ
リピエ(Lipie)は、ルーマニア料理の伝統的なパンである。様々な小麦粉から作る丸いパンである。
リピエは16世紀から知られていた。ルーマニアのタペストリーや宗教画の中にも見られる。17世紀のリピエがドルヘシュティの中世の村の家から発見されており、「ドルヘシュティのパン」(Dolhe?ti's bread)と名付けられた。